# El número uno
'El Numero Uno' (spanisch „Die Nummer eins“) ist eine spanische Castingshow, die ab März 2012 auf Antena 3 ausgestrahlt wurde. Zunächst wurden in acht verschiedenen Städten aus 3.500 Bewerbern die 50 beliebtesten Kandidaten durch ein Internetvoting ausgewählt. Zusätzlich wurden 50 weitere Finalisten durch eine Online-Bewerbung von der Programmdirektion festgelegt. Aus den 100 Finalisten wählt jeder Coach fünf Talente für sein Team. Diese Auswahl wurde zunächst in der Antena-3-Show El Hormiguero getroffen, indem jeder Coach aus 20 Kandidaten (je zehn aus dem Casting und Online-Bewerbern) seine Top 5 wählte. Daraus ergaben sich die Top 25 der besten Kandidaten für die Liveshows. In den wöchentlichen Liveshows haben die Zuschauer die Möglichkeit, über das Weiterkommen der Kandidaten zu entscheiden. Die erste Liveshow wurde am 26. Februar auf Antena 3. ausgestrahlt. Den Gewinner erwarten 100.000 € und eine Musikkarriere.

## Jury
| Jurymitglieder |                  |              |                 |             |
| Miguel Bosé    | David Bustamante | Sergio Dalma | Natalia Jiménez | Ana Torroja |
| Miguel Bosé    |                  |              | Natalia Jiménez |             |

## Castings
| Barcelona I                                                              | Barcelona II                                                       | Valencia                                                                 | Las Palmas                                               | Bilbao                                                                   | Santiago                                                                 | Sevilla                                                                  | Málaga                                                        | Madrid I                                                 | Madrid II                                                            |
| ------------------------------------------------------------------------ | ------------------------------------------------------------------ | ------------------------------------------------------------------------ | -------------------------------------------------------- | ------------------------------------------------------------------------ | ------------------------------------------------------------------------ | ------------------------------------------------------------------------ | ------------------------------------------------------------- | -------------------------------------------------------- | -------------------------------------------------------------------- |
| Llüisa Pigem Alejandra Rueda Juliette Quirante Sandra Gracia Edu Cayuela | Alba Alou Virginia Bordal Patrizia Ruiz Laura Polonio Alma Simonne | Anaïs Mateu Gema Hernández Marina Rodríguez Estefanía Gralla Tono Gandia | Sabela Cereijo Aridian Sosa Emma Tejeda Xany Recco Jadel | Irantzu Rojo Beatriz Panizo PatriciaRodríguez Amaia Romero Gabriel Gómez | Joao Henrique Miguel Kocina Sandra Calderón Mariu Bello GustavoRodríguez | Dani Jaenes Deme Anguiano Celeste Párraga Jesús Sánchez Manuel de Manuel | Ana Mena Pablo Banderas Nando Sierra Rocío Pérez Ana Cintrano | Erik Cruz Barei Sebas Rodríguez Lander Moreno Tony Blaia | Ignacio Unceta Juan Martínez Maribel Orcajada Jéssica Jaén Funkwoman |

| 0 Online-Bewerber                                                        | 0 Online-Bewerber                                             | 0 Online-Bewerber                                            | 0 Online-Bewerber                                            | 0 Online-Bewerber                                           | 0 Online-Bewerber                                                         | 0 Online-Bewerber                                                | 0 Online-Bewerber                                        | 0 Online-Bewerber                                                  | 0 Online-Bewerber                                             |
| ------------------------------------------------------------------------ | ------------------------------------------------------------- | ------------------------------------------------------------ | ------------------------------------------------------------ | ----------------------------------------------------------- | ------------------------------------------------------------------------- | ---------------------------------------------------------------- | -------------------------------------------------------- | ------------------------------------------------------------------ | ------------------------------------------------------------- |
| Antonio López Isabel Piqueras Jordi Blanch Dan Michael’s Meritxell Negre | Jacob Espina Susana Germade Javi Frenández Óscar Ibars Garson | Laia Vehi Luis Díaz Sophie Glesius Sergio Camboy José Iranzo | Pablo Vega Moisés Alegre Aixa Romay Ana López Hermi Callejón | Amanda Delfo Joana Mas Rául Araya Gina Martínez Marta Bueno | Víctor Genestar Patricia Carbonell Elena Carvajal Pilar Gracía Dana Kozak | Alain Loira Salvious Juan Pedro Massé Alejandro Vega Miguel Ruiz | María Moreta Yolanda Yone Jota David Dominique Javi Mota | Carmen María María Córdoba Lady Cherry Sarah Quist Alberto Pestaňa | Anael Charlotte Andreu Martínez Noemí Calumarte Isabel Barría |